# NWA World Six-Man Tag Team Championship
Le NWA World Six-Man Tag Team Championship (que l'on peut traduire par championnat du monde par équipes de trois de la NWA) est un championnat de catch par équipes de trois utilisé par la Mid-Atlantic Championship Wrestling (en), une fédération membre de la National Wrestling Alliance, d'août 1984 à 1989. Il est créé en août 1984 quand Ivan Koloff, Nikita Koloff et Don Kernodle se présentent avec les ceintures de champions comme vainqueur d'un tournoi. Au cours de son existence, ce championnat a connu huit règnes pour six trios et a été vacant une fois.

## Histoire
En août 1984, Ivan Koloff, Nikita Koloff et Don Kernodle se présentent comme les vainqueurs d'un tournoi pour désigner les premiers après avoir vaincu The Fabulous Freebirds en finale,. Ivan et Don Kernodle sont alors champions du monde par équipes de la NWA (version Mid-Atlantic) et perdent ce titre le 20 octobre face à Dusty Rhodes et Manny Fernandez. Ivan et Nikita considèrent que Kernodle est responsable de cette défaite et décident de le remplacer par leur « compatriote » Krusher Kruschev en décembre,,.
Ils perdent ce titre en juillet 1985 après leur défaite face à Manny Fernandez, Buzz Tyler et Sam Houston. Les Koloffs et Kruschev récupèrent ce titre au cours de l'année,. Le 17 mai 1986, Baron Von Raschke remplace Krusher Kruschev quand ils perdent le titre face à Road Warrior Hawk, Road Warrior Animal et Dusty Rhodes. Le 13 février 1988, Paul Ellering remplace Dusty Rhodes quand les Road Warriors perdent le titre face à Ivan Koloff, The Barbarian et The Warlord. Au cours de l'année, ce trio rend vacant les ceintures car The Barbarian et The Warlord partent travailler à la World Wrestling Federation. Le 9 juillet 1988, les Road Warriors et Dusty Rhodes sont à nouveau champion en battant Ric Flair, Arn Anderson et Tully Blanchard. Le 7 décembre, les Road Warriors évincent Rhodes du trio après la victoire d'Animal face à Rhodes pour le contrôle du championnat des trios. Ils décident de faire de Genichiro Tenryu leur nouvel équipier. En 1989, le championnat est abandonné. 
| # | Champion                                                           | Règne | Date            | Durée                    | Lieu                        | Notes                                                                                               | Réf   |
| - | ------------------------------------------------------------------ | ----- | --------------- | ------------------------ | --------------------------- | --------------------------------------------------------------------------------------------------- | ----- |
| 1 | Ivan Koloff, Nikita Koloff et Don Kernodle                         | 1     | août 1984       | NC                       | NC                          | Ils sont présentés comme les vainqueurs d'un tournoi en éliminant The Fabulous Freebirds en finale. | [ 1 ] |
| 2 | Ivan Koloff (2), Nikita Koloff (2) et Krusher Kruschev             | 1     | décembre 1984   | NC                       | NC                          | Ivan et Nikita Koloff remplacent Kernodle par Krusher Kruschev.                                     | [ 1 ] |
| 3 | Manny Fernandez, Buzz Tyler et Sam Houston                         | 1     | juillet 1985    | NC                       | NC                          | | [ 2 ] |
| 4 | Ivan Koloff (3), Nikita Koloff (3) et Krusher Kruschev (2)         | 2     | 1985            | NC                       | NC                          | | [ 2 ] |
| 5 | Road Warrior Hawk, Road Warrior Animal et Dusty Rhodes             | 1     | 17 mai 1986     | 1 an, 8 mois et 26 jours | Baltimore (Maryland)        | Ils battent Ivan Koloff, Nikita Koloff et Baron Von Raschke.                                        | [ 5 ] |
| 6 | Ivan Koloff (4), The Barbarian et The Warlord                      | 1     | 13 février 1988 | NC                       | Philadelphie (Pennsylvanie) | Ils battent Road Warrior Hawk, Road Warrior Animal et Paul Ellering                                 | [ 2 ] |
| - | Vacant                                                             | 1     | 1988            | NC                       | NC                          | The Barbarian et The Warlord quittent la Mid-Atlantic Championship Wrestling (en).                  | [ 2 ] |
| 7 | Road Warrior Hawk, Road Warrior Animal et Dusty Rhodes             | 2     | 9 juillet 1988  | 4 mois et 28 jours       | Chicago (Illinois)          | Ils battent Ric Flair, Arn Anderson et Tully Blanchard                                              | [ 2 ] |
| 8 | Road Warrior Hawk (3), Road Warrior Animal (3) et Genichiro Tenryu | 1     | 7 décembre 1988 | NC                       | Chattanooga (Tennessee)     | Road Warrior Animal bat Rhodes pour récupèrer la ceinture et la remet à Genichiro Tenryu            | [ 2 ] |
| - | Abandonné                                                          | 1     | 1989            | NC                       | NC                          | | [ 1 ] |